# Costa Marques
Costa Marques este un oraș în Rondônia (RO), Brazilia.